# Брезно (Лашко)
Брезно (словен. Brezno) — поселення в общині Лашко, Савинський регіон, Словенія. Висота над рівнем моря: 437,4 м. 